# Villers-Franqueux
Villers-Franqueux ist eine französische Gemeinde mit 299 Einwohnern (Stand: 1. Januar 2022) im Département Marne in der Region Grand Est. Sie gehört zum Arrondissement Reims und ist Mitglied im Gemeindeverband Communauté urbaine du Grand Reims.

## Geografie

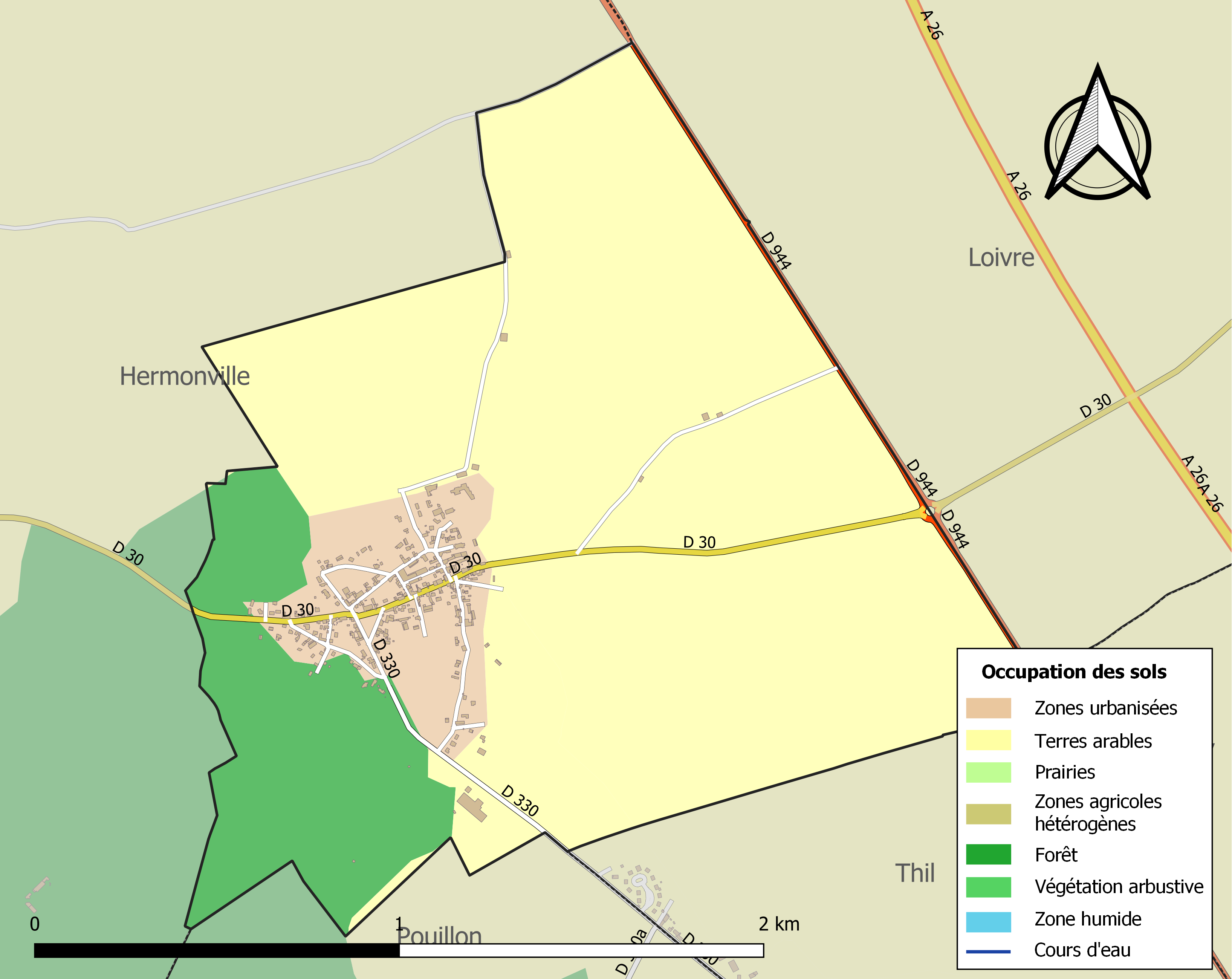
Bodennutzung und Infrastruktur der Gemeinde (2018)

Villers-Franqueux liegt etwa zehn Kilometer nordnordwestlich von Reims im Norden der historischen Provinz Champagne. Das Gebiet der Gemeinde weist keine Fließgewässer auf. Das Zentrum der Gemeinde liegt auf einer Höhe von etwa 110 m, nach Südwesten hin steigt das Gelände schnell bis auf über 180 m an, nach Nordosten hin fällt es bis auf unter 90 m Höhe ab.
Etwa 76 % der Fläche der Gemeinde werden landwirtschaftlich genutzt, etwa 15 % sind bewaldet, insbesondere im Südwesten, der Anteil an bebauten Flächen beträgt etwa 9 % (Stand: 2018).
Umgeben wird Villers-Franqueux von den Nachbargemeinden Hermonville im Westen und Norden, Loivre im Nordosten und Osten, Courcy im Südosten, Thil im Südosten und Süden sowie Pouillon im Süden.

## Bevölkerungsentwicklung

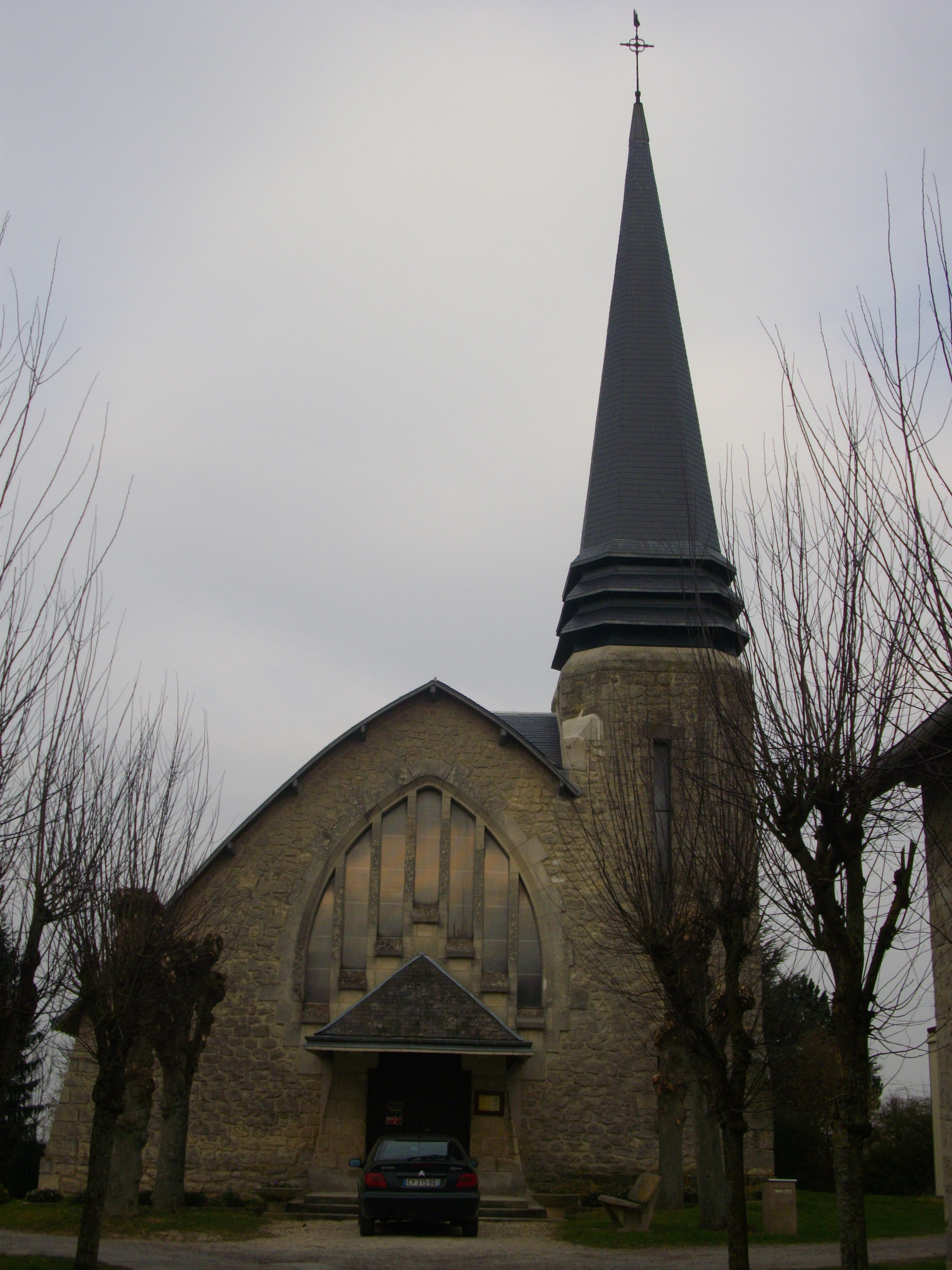
Kirche Saint-Théodulphe

| Jahr                       | 1962 | 1968 | 1975 | 1982 | 1990 | 1999 | 2006 | 2013 | 2020 |
| Einwohner                  | 212  | 198  | 228  | 220  | 270  | 281  | 297  | 302  | 296  |
| Quellen: Cassini und INSEE |      |      |      |      |      |      |      |      |      |

## Sehenswürdigkeiten
- Kirche Saint-Théodulphe, im Ersten Weltkrieg stark beschädigt

## Verkehr
Die Departementsstraße D 944, die ehemalige Route nationale 44, von Cambrai nach Vitry-le-François wird an der nordöstlichen Gemeindegrenze entlanggeführt. Die Departementsstraße D 30 verbindet das Zentrum mit Hermonville im Westen und mit Loivre im Osten, die D 330 mit Thil im Südosten.
Eine Buslinie der Transportgesellschaft Champagne Mobilités verbindet die Gemeinde mit Cormicy und mit Reims.